# Hiệp Cát
Hiệp Cát là một xã thuộc huyện Nam Sách, tỉnh Hải Dương, Việt Nam thuộc Đồng bằng sông Hồng

## Địa lý
Xã Hiệp Cát có diện tích 6,88 km², dân số năm 1999 là 6.403 người, mật độ dân số đạt 931 người/km².

## Hành chính
Xã Hiệp Cát được chia thành 6 thôn: Đại Lã, Kinh Dương, Kim Độ Làng, Kim Độ Trại, Cát Khê, Lấu Khê.

## Văn hóa
Thôn Kinh Dương là thôn Văn Hoá đầu tiên của xã Hiệp Cát.
Thôn Đại Lã có hội làng truyền thống vào các ngày từ 13, 14, 15 tháng 2 (âm lịch) hàng năm.